# Крутой Верх (Липецкая область)
Крутой Верх — деревня в Задонском районе Липецкой области России. Входит в состав Тимирязевского сельского поселения.

## Географическое положение
Деревня расположена на Среднерусской возвышенности, в южной части Липецкой области, в западной части Задонского района, к западу от реки Дон. Расстояние до районного центра (города Задонска) — 14 км. Абсолютная высота — 200 метров над уровнем моря. Ближайшие населённые пункты — деревня Владимировка, деревня Вороново, деревня Туляны, деревня Ивановка, деревня Ливенская, деревня Барымовка, деревня Комбаровка, деревня Секретаровка, посёлок Тимирязев. Вблизи деревни проходит автотрасса федерального значения М4 «Дон».

## Население
| 2010 |
| ---- |
| 12   |

По данным Всероссийской переписи, в 2010 году численность населения деревни составляла 12 человек (6 мужчин и 6 женщин).

## Улицы
Уличная сеть деревни состоит из одной улицы (ул. Крутой Верх).